# 矢沢みのり
矢沢 みのり（やざわ みのり、1994年9月20日 - ）は、日本のスタイリスト、元子役、モデル。

## 経歴
- 1994年9月、愛知県名古屋市内の病院にて出生。
- 2001年4月、名古屋市立香流小学校に入学。
- 2002年8月3日、「第1回イエローキャブ・ナゴヤ公開オーディション」で入賞。
- 2004年、(株)バーサス・プロダクションに所属。
- 2007年3月、名古屋市立香流小学校を卒業。
- 2007年4月、名古屋市立香流中学校に入学。
- 2010年3月、名古屋市立香流中学校を卒業。
- 2010年4月、名古屋市立名古屋商業高等学校商業科に入学。
- 2013年3月、名古屋市立名古屋商業高等学校商業科を卒業。
- 2013年4月、私立アリアーレビューティー専門学校美容科に入学。
- 2015年3月、私立アリアーレビューティー専門学校美容科を卒業。
- 2015年4月、スタイリストとしての活動を開始。

## 逸話
- 趣味は、ダンス。
- 特技は、水泳。
- 中学校2年時、CBCこども作文展2008「ありがとうの手紙」に応募し特選に入賞。

## 出演

### イベント
- ダンス★ダイナマイト2007（ジャズ担当）（2007年5月27日、オアシス21）

### テレビ番組
- クイズプレゼンバラエティー Qさま!!（2007年4月5日、テレビ朝日）

### CM・広告
- 中部電力TVCM「嵐の夜に」篇（2006年9月 - ）
- 野田塾TVCM・パンフレット・新聞広告・Web（2007年1月 - 12月）
- 野村総合研究所（2006年）